# Campanha do Mediterrâneo (1798)
A Campanha do Mediterrâneo de 1798 consistiu numa série de grandes operações navais no contexto de uma força expedicionária francesa enviada ao Egipto, liderada por Napoleão Bonaparte, no período das Guerras Revolucionárias Francesas. A República Francesa decidiu invadir e controlar o Egipto numa primeira tentativa de ameaçar a Índia Britânica e, assim, forçar a Grã-Bretanha a aceitar a paz. Partindo de Toulon, em Maio de 1798 com uma força de 40 000 homens e centenas de navios, a frota de Napoleão rumou para sudeste através do Mar Mediterrâneo. Foram seguidos por uma pequena esquadra britânica comandada pelo contra-almirante Horatio Nelson, mais tarde reforçada para treze navios-de-linha, mas a perseguição foi prejudicada pela falta de fragatas e informação correcta. O primeiro alvo de Napoleão era a ilha de Malta, que era governada pelos Cavaleiros de Malta, e que, em teoria, mantinham o seu próprio controlo da região central do Mediterrâneo. As forças de Napoleão desembarcaram na ilha e dominaram os seus defensores, passando a controlar o porto da cidade de Valeta antes de seguirem para o Egipto. Quando Nelson soube da captura da ilha pelos franceses, calculou que o próximo destino seria o Egipto e rumou para Alexandria. No entanto, passou pelos navios franceses na noite de 22 de Junho, sem se dar conta da sua presença, e chegou ao largo do Egipto primeiro.
Não conseguindo encontrar Napoleão, Nelson voltou para trás e chegou à Sicília a 19 de Julho. Enquanto Nelson navegava para oeste, Napoleão chegava a Alexandria invadindo a cidade, controlando a costa e penetrando, com o seu exército, no país. A sua frota, comandada pelo vice-almirante François-Paul Brueys d'Aigalliers, estava ancorada em linha de batalha na baía de Abukir. A 1 de Agosto, Nelson, que tinha regressado à costa do Egipto depois de ter obtido informações em Coron que revelavam a invasão francesa, chegou ao largo de Abukir. Embora fosse ao fim do dia e sem mapas precisos da baía, Nelson deu ordem para atacar de imediato a vanguarda francesa. Brueys não estava à espera, e os seus navios não conseguiram efectuar manobras pois os britânicos separaram-se em duas divisões navegando ao longo da linha francesa, capturando os cinco navios da frente e atacando o navio-almirante de 120 canhões Orient ao centro. Às 21:00 h, o Orient incendiou-se e explodiu, matando a maioria da tripulação e pondo fim ao combate principal. Nos dois dias seguintes verificaram-se pequenos combates até que todos os navios franceses tivessem sido capturados, destruídos ou fugido. Na Batalha do Nilo, foram eliminados onze navios-de-linha franceses e duas fragatas, encurralando Napoleão no Egipto e alterando a balança do poder no Mediterrâneo.
Com a derrota da marinha francesa no Mediterrâneo, outras nações decidiram integrar a Segunda Coligação e entrar em guerra com a França. O Portugal, o Reino de Nápoles, o Império Russo e o Império Otomano mobilizaram as suas forças para o Mediterrâneo. Os russos e os turcos participaram no bloqueio ao Egipto e em operações no Mar Adriático, enquanto Portugal se juntou ao Cerco de Malta, que era coordenado à distância por Nelson dos seus aposentos em Nápoles. Nelson, que tinha sido ferido na Batalha do Nilo, envolveu-se na política napolitana e convenceu o rei Fernando a entrar em guerra com a França, resultando na perda do seu reino. Na região Ocidental do Mediterrâneo, o vice-almirante John Jervis, que comandava a frota deste mar desde Cádis, mobilizou forças contra Minorca, capturou a ilha e transformou-a numa importante base naval.